# 원구포자충류
원구포자충목(Protococcidiorida)은 정단복합체충문 코노이다시다강에 속하는 생물 목이다. 이 목의 모든 종들은 기생하는 원생생물이다. 이 목은 1956년 케이신(Kheisin)이 명명했다. 환형동물의 몸에 기생한다.

## 하위 과
- Angeiocystidae - 진구포자충목으로 분류하기도 한다.
- Eleutheroschizonidae
- Grelliidae
- Mackinnoniidae
- Myriosporidae